# Eruguera de Welchman
L'eruguera de Welchman (Coracina welchmani) és una espècie d'ocell de la família dels campefàgids (Campephagidae). Habita boscos i sabanes de les illes Bougainville, Nova Geòrgia, Santa Isabel i Guadalcanal, a les Salomó.